# Munidopsis polita
Munidopsis polita is een tienpotigensoort uit de familie van de Munidopsidae. De wetenschappelijke naam van de soort is voor het eerst geldig gepubliceerd in 1883 door Smith.